# 我是罗马公民
我是罗马公民（cīvis Rōmānus sum，拉丁語發音：[ˈkiːwɪs roːˈmaːnʊs ˈsʊm]，意为）是西塞罗《反对维勒斯的演讲》（In Verrem）中用来为罗马公民法律权利抗辩的短语。
在新約聖經中，圣保禄被囚禁和审判的时候在凯撒面前宣示他作为罗马公民的权利，并且司法程序不得不暂停，直到他被带到罗马。
这句习语被巴麦尊勋爵引用在他对决定在唐·帕西菲科事件中封锁希腊的解释时候。在1850年6月25日于国会大厦的演讲中他宣称世界上的每一位英籍人士应该受到大英帝国的保护，就像罗马帝国里的罗马公民一样。
美国总统约翰·肯尼迪在1963年使用了这一短语：“两千年前，最自豪的是‘我是罗马公民’。今天，在自由世界，最自豪的是‘我是柏林人’。”